# Sollevamento pesi ai Giochi della IX Olimpiade - Pesi medi
La competizione della categoria pesi medi (fino a 75 kg) di sollevamento pesi ai Giochi della IX Olimpiade si tenne i giorni 28 e 29 luglio 1928 al Krachtsportgebouw di Amsterdam.

## Regolamento
La classifica era ottenuta con la somma delle migliori alzate delle seguenti 3 prove:
- Distensione lenta
- Strappo
- Slancio

Su ogni prova ogni concorrente aveva diritto a tre alzate.

## Risultati
| Pos.    | Atleta                 | Nazione        | Totale | Distensione lenta | Distensione lenta | Distensione lenta | Strappo | Strappo | Strappo | Slancio | Slancio | Slancio |
| Pos.    | Atleta                 | Nazione        | Totale | 1                 | 2                 | 3                 | 1       | 2       | 3       | 1       | 2       | 3       |
| ------- | ---------------------- | -------------- | ------ | ----------------- | ----------------- | ----------------- | ------- | ------- | ------- | ------- | ------- | ------- |
| Oro     | Roger François         | Francia        | 335,0  | 92,5              | 100               | 102,5             | 95      | 100     | 102,5   | 125     | 130,0   | 135,0   |
| Argento | Carlo Galimberti       | Italia         | 332,5  | 97,5              | 102,5             | 105,0             | 92,5    | 97,5    | 100,0   | 130,0   | 135,0   | 135,0   |
| Bronzo  | Guus Scheffer          | Paesi Bassi    | 327,5  | 92,5              | 97,5              | 97,5              | 95      | 100     | 105,0   | 125,0   | 125,0   | 130,0   |
| 4       | Franz Zinner           | Germania       | 322,5  | 82,5              | 87,5              | 87,5              | 100,0   | 105,0   | 105,0   | 125     | 130     | 135,0   |
| 5       | Gaston le Pût          | Francia        | 312,5  | 85                | 90                | 92,5              | 90      | 95,0    | 95,0    | 115     | 120     | 125,0   |
| 6       | Willy Hofmann          | Germania       | 305,0  | 85                | 90,0              | 92,5              | 90      | 95,0    | 100,0   | 120,0   | 127,5   | 130,0   |
| 7       | Hussein Moukhtar       | Egitto         | 302,5  | 90,0              | 95,0              | 95,0              | 92,5    | 97,5    | 97,5    | 120,0   | 125,0   | 125,0   |
| 8       | Jan Van Rompey         | Belgio         | 292,5  | 77,5              | 92,5              | 97,5              | 82,5    | 85,0    | 85,0    | 115,0   | 115,0   | 120,0   |
| 9       | Alfredo Pianta         | Argentina      | 285,0  | 70                | 75,0              | 75,0              | 80      | 85      | 90,0    | 110     | 115     | 120,0   |
| 9       | Joop Zalm              | Paesi Bassi    | 285,0  | 87,5              | 92,5              | 95,0              | 85,0    | 85,0    | 90,0    | 107,5   | 107,5   | 107,5   |
| 11      | Jan Kostrba            | Cecoslovacchia | 280,0  | 75                | 80,0              | 85,0              | 80      | 85,0    | 90,0    | 110     | 115,0   | 120,0   |
| 11      | Marcel Van Der Goten   | Belgio         | 280,0  | 77,5              | 77,5              | 82,5              | 82,5    | 87,5    | 90,0    | 110     | 115,0   | 120,0   |
| 13      | Leonhard Kukk          | Estonia        | 277,5  | 82,5              | 87,5              | 87,5              | 85,0    | 85,0    | 85,0    | 110,0   | 125,0   | 125,0   |
| 13      | Frederick Attenborough | Gran Bretagna  | 277,5  | 77,5              | 82,5              | 87,5              | 77,5    | 82,5    | 85,0    | 102,5   | 107,5   | 110,0   |
| 15      | Ernst Trinkler         | Svizzera       | 275,0  | 80,0              | 85,0              | 87,5              | 80,0    | 85,0    | 85,0    | 110     | 115,0   | 120,0   |
| 15      | Pranas Vitonis         | Lituania       | 275,0  | 85,0              | 90,0              | 90,0              | 82,5    | 85,0    | 85,0    | 97,5    | 105,0   | 107,5   |
| 17      | Bohumil Sýkora         | Cecoslovacchia | 270,0  | 70,0              | 75,0              | 75,0              | 80      | 85,0    | 85,0    | 110     | 115,0   | 120,0   |
| 18      | John Tooley            | Gran Bretagna  | 262,5  | 70,0              | 75,0              | 75,0              | 77,5    | 82,5    | 87,5    | 105     | 110,0   | 115,0   |
| DNF     | Hermann Eichholzer     | Svizzera       | 182,5  | 82,5              | 87,5              | 90,0              | 90      | 95,0    | 100,0   | 117,5   | 117,5   | 117,5   |
| DNF     | Karl Hipfinger         | Austria        | 177,5  | 82,5              | 87,5              | 87,5              | 95,0    | 100,0   | 100,0   | 130,0   | 130,0   | 130,0   |
| DNF     | Bertil Carlsson        | Svezia         | 82,5   | 77,5              | 82,5              | -                 | -       | -       | -       | -       | -       | -       |
| DNF     | Franz Nitterl          | Austria        | 0,0    | 80,0              | 80,0              | 80,0              | -       | -       | -       | -       | -       | -       |
| DNF     | François Bremer        | Lussemburgo    | 0,0    | 70,0              | 70,0              | 70,0              | -       | -       | -       | -       | -       | -       |